# WASP-7
WASP-7, також відома як HD 197286, зоря спектрального класу F5V, що перебуває на Головній Послідовності. Вона має видиму зоряну величину в смузі V 9m.5 й розташована приблизно на відстані 456 світлових років від Землі у  сузір'ї Мікроскоп. HD 197286 є дещо більшою за розмірами й на 28% масивнішою за Сонце, а  також значно яскравішою та гарячішою зорею.

## Планетарна система
У 2008р. виконавці проекту СуперWASP повідомили про планету WASP-7b, що обертається навколо зорі HD 197286 (WASP-7). Ця планета виявилася гарячим Юпітером, оскільки вона обертається досить близько від материнської зорі. Це також дозводяє цій планеті «світитися» за рахунок випромінювання власного тепла, накопиченого від материнської зорі. WASP-7b має порівняно високу густину й масу, близьку до маси Юпітера.
| Планета (по порядку віддалення від зорі) | Маса               | Радіус               | Велика піввісь (а.о.) | Орбітальний період (діб)    | Нахил орбіти (°) | Ексцентриситет орбіти | Кіл-ть супутників |
| ---------------------------------------- | ------------------ | -------------------- | --------------------- | --------------------------- | ---------------- | --------------------- | ----------------- |
| WASP-7b                                  | 0.96+0.12 −0.18 MJ | 0.915+0.046 −0.04 RJ | 0.0618+0.0014 −0.0033 | 4.954658+0.000055 −0.000043 | ?                | 0                     | ?                 |

## Див.також
- WASP-6
- WASP-7b
- WASP-8
- СуперWASP
- Перелік екзопланет

## Зовнішні посиляння
- WASP-7. Екзопланети. Архів оригіналу за 7 липня 2013. Процитовано 6 травня 2009.

Координати:  20г 44м 10.2190с, −39° 13′ 30.894″